# Pavlov (ort i Tjeckien, Södra Mähren)
Pavlov är en ort i Tjeckien.   Den ligger i distriktet Okres Břeclav och regionen Södra Mähren, i den sydöstra delen av landet, 210 km sydost om huvudstaden Prag. Pavlov ligger 232 meter över havet och antalet invånare är 536. Den ligger vid sjön Vodní Nádrž Nové Mlýny.
Terrängen runt Pavlov är platt åt nordost, men åt sydväst är den kuperad.Runt Pavlov är det ganska tätbefolkat, med 67 invånare per kvadratkilometer. Närmaste större samhälle är Břeclav, 20,0 km sydost om Pavlov. Trakten runt Pavlov består till största delen av jordbruksmark.